# Расстеклование

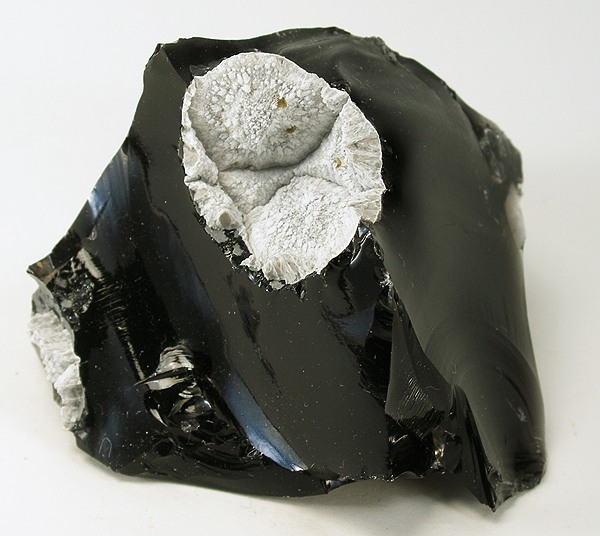
Естественное расстеклование в обсидиане. Белые сферические структуры состоят из мелких кристаллов.

Расстеклование (англ. devitrification) — процесс превращения аморфных (стеклообразных) твёрдых тел в кристаллические путём последовательного кристаллографического упорядочения.

## Описание
Расстеклование аморфных материалов, которые характеризуются наличием ближнего порядка в кристаллической решётке и отсутствием дальнего, приводит к образованию в них и последующему росту частиц, первоначально наноразмерных, с определенной кристаллографической структурой (дальним порядком). Химический состав этих частиц может как совпадать, так и отличаться от состава исходной аморфной фазы. Таким образом, при расстекловании может происходить образование как одной, так и многих кристаллических фаз различного химического состава.
Расстеклование закалённых расплавов — один из главных процессов в технологии ситаллов (композитов на основе аморфных и кристаллических фаз) и при получении наночастиц путём селективного травления продуктов расстеклования.